# Municipio de Clear Creek (Ohio)
El municipio de Clear Creek (en inglés, Clear Creek Township) es un municipio ubicado en el condado de Ashland, Ohio, Estados Unidos. Según el censo de 2020, tiene una población de 2217 habitantes.

## Geografía
Está ubicado en las coordenadas 40°56′39″N 82°22′33″O / 40.94417, -82.37583. Según la Oficina del Censo de los Estados Unidos, tiene una superficie total de 65.7 km², de la cual 65.2 km² corresponden a tierra firme y 0.5 km² son agua.

## Demografía
Según el censo de 2020, hay 2217 personas residiendo en la zona. La densidad de población es de 34.0 hab./km². El 96.3 % de los habitantes son blancos, el 0.3 % son afroamericanos, el 0.3 % son amerindios, el 0.1 % son asiáticos, el 0.1 % son isleños del Pacífico, el 0.5 % son de otras razas y el 2.3 % son de una mezcla de razas. Del total de la población, el 1.1 % son hispanos o latinos de cualquier raza.